# Dieci comandamenti

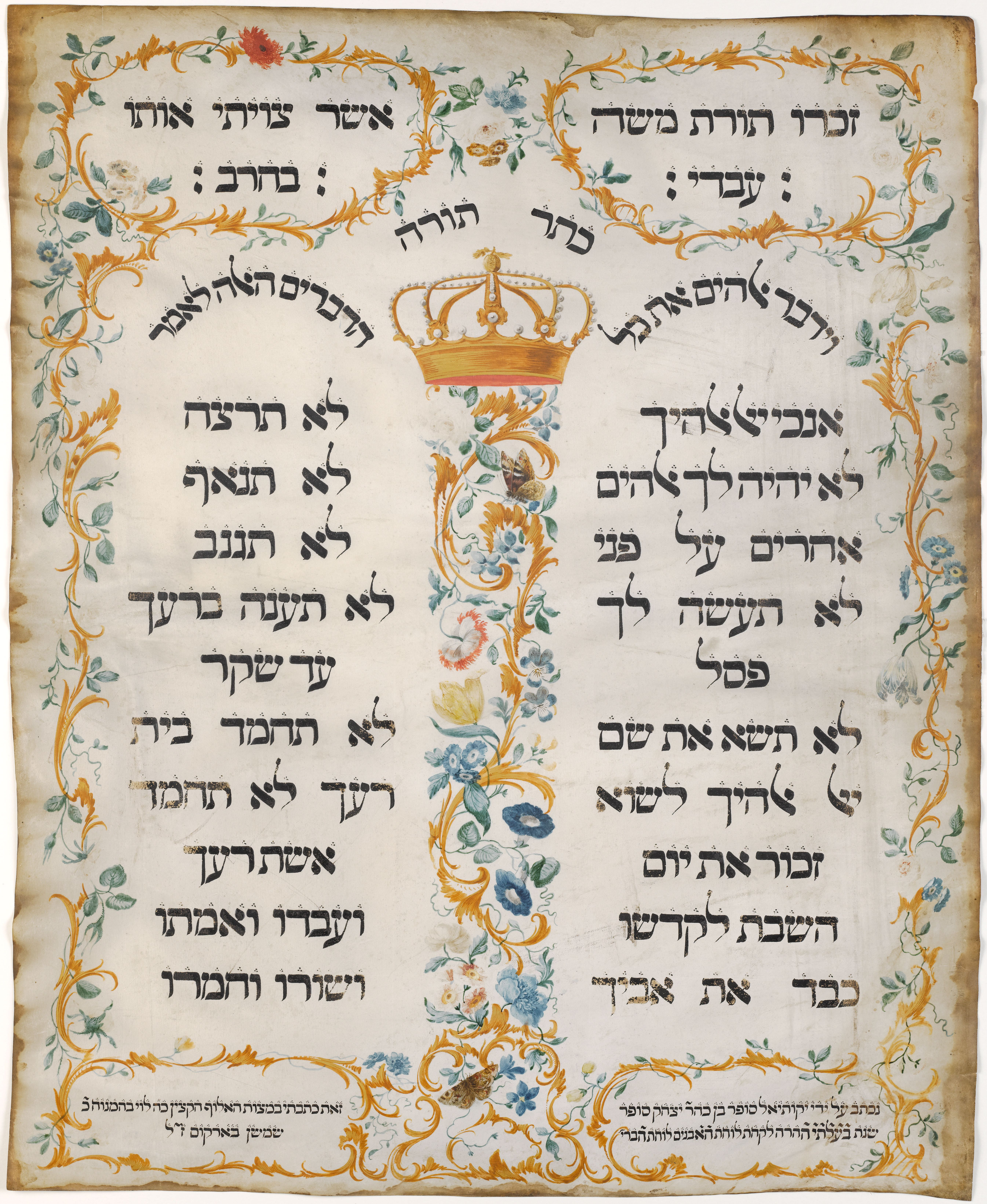
Il decalogo emulato in una pergamena del 1768 di Jekuthiel Sofer

I Dieci comandamenti, detti anche il decalogo (in ebraico עֲשֶׂרֶת הַדִּבְרוֹת‎?, asèret hadibrot, "le dieci enunciazioni") o le dieci parole, sono un insieme di principi biblici relativi all'etica e al culto che svolgono un ruolo fondamentale nell'ebraismo e nel cristianesimo, rivelati a Mosè sul monte Sinai e inscritti dal dito di Dio su due tavole di pietra, le Tavole della Legge, custodite nell'Arca dell'Alleanza.
Secondo il Libro dell'Esodo nella Torah, queste leggi sarebbero state scritte sulle tavole di pietra «dal dito stesso di Dio» oppure, secondo un'altra tradizione biblica, dallo stesso Mosè.
L'ebraismo annualmente ricorda e festeggia l'evento in cui gli sono state consegnate le tavole in occasione della festa di Shavuot.

## Narrazione biblica

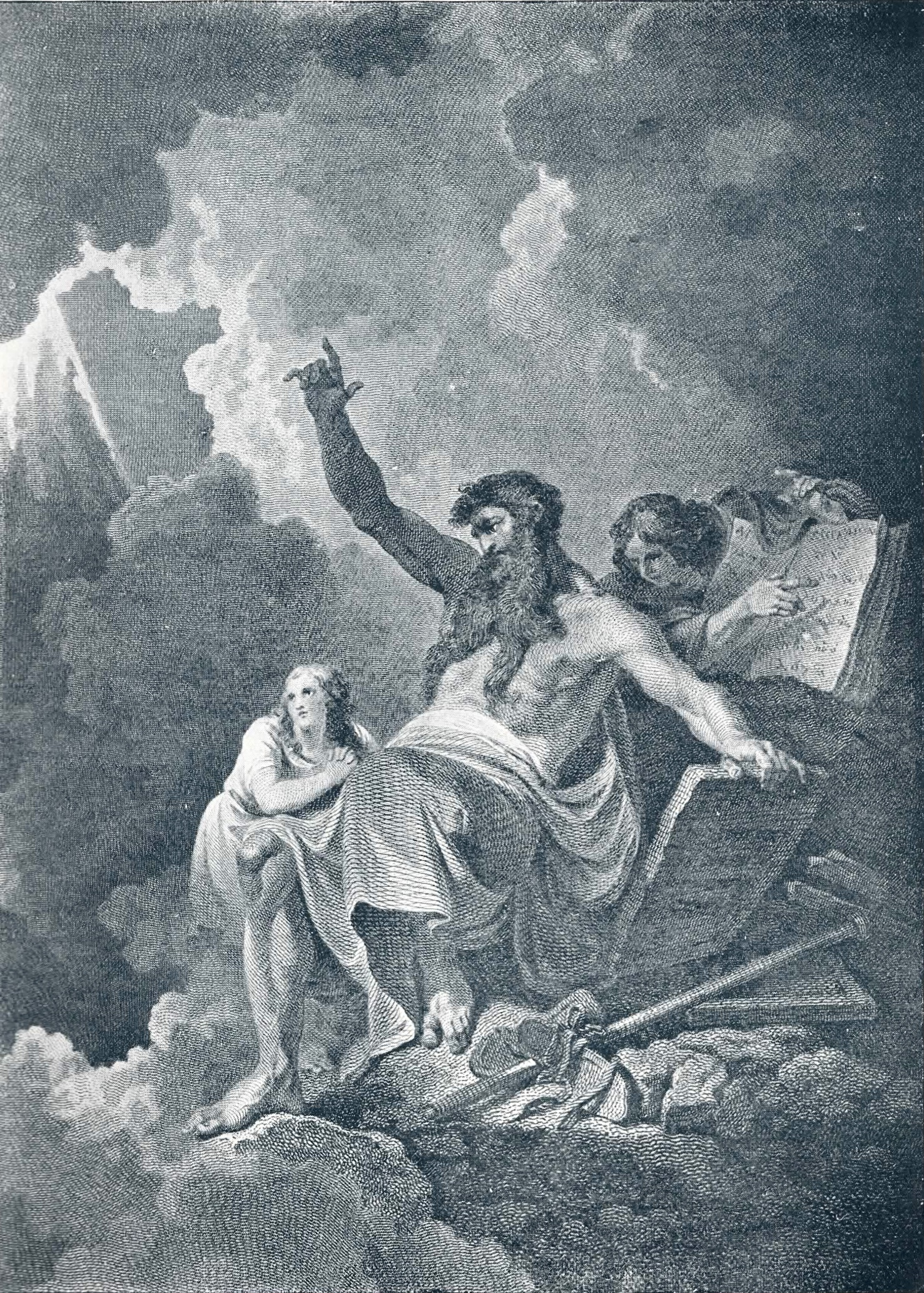
Illustrazione del 1896 raffigurante Mosé che riceve i comandamenti sul Sinai

La narrazione biblica della rivelazione al Sinai ha inizio in Esodo 19 dopo l'arrivo dei figli d'Israele al Monte Sinai (chiamato anche Horeb). La mattina del terzo giorno del loro accampamento, "vi furono tuoni e fulmini e la cima del monte era ricoperta da nubi. e si udì il suono di trombe", e le persone si radunarono alla base del monte. Il Signore si manifestò sul monte Sinai e Mosé, che si era portato sulla sua cima per verificare cosa stesse accadendo, ne tornò ai piedi con le tavole della Legge che mostrò ai presenti. I moderni bibliologi discutono ancora oggi se Dio abbia comunicato i suoi dieci comandamenti direttamente al popolo d'Israele o se la notizia sia stata portata al popolo da Mosé.
La Bibbia dice che il popolo ebbe paura, ma Mosè li rassicurò. e la mattina successiva tutti furono concordi e obbedienti alla parola del Signore. Mosè guidò personalmente un gruppo selezionato composto da Aronne, Nadab e Abiu e settanta altri anziani d'Israele al luogo nel monte dove era avvenuta "l'alleanza" tra Dio e il suo popolo e questi "videro il Dio d'Israele" su un trono di zaffiro.
(Esodo 24:12–13)
Il monte era coperto di nubi e rimase tale per sei giorni consecutivi, ed il settimo Mosè si portò tra di esse e vi rimase per quaranta giorni e quaranta notti. E Mosé, tornato tra i suoi, disse "il Signore mi diede le due tavole di pietra, scritte dal dito di Dio, sulle quali stavano tutte le parole che il Signore vi aveva dette sul monte, in mezzo al fuoco, il giorno dell'assemblea." Prima della fine dei quaranta giorni, ad ogni modo, il popolo d'Israele pensò che qualcosa doveva essere accaduto a Mosè se questi non era ancora tornato e pertanto costrinse Aronne a fabbricare un vitello d'oro e un altare per adorarlo, cosa che il popolo fece.

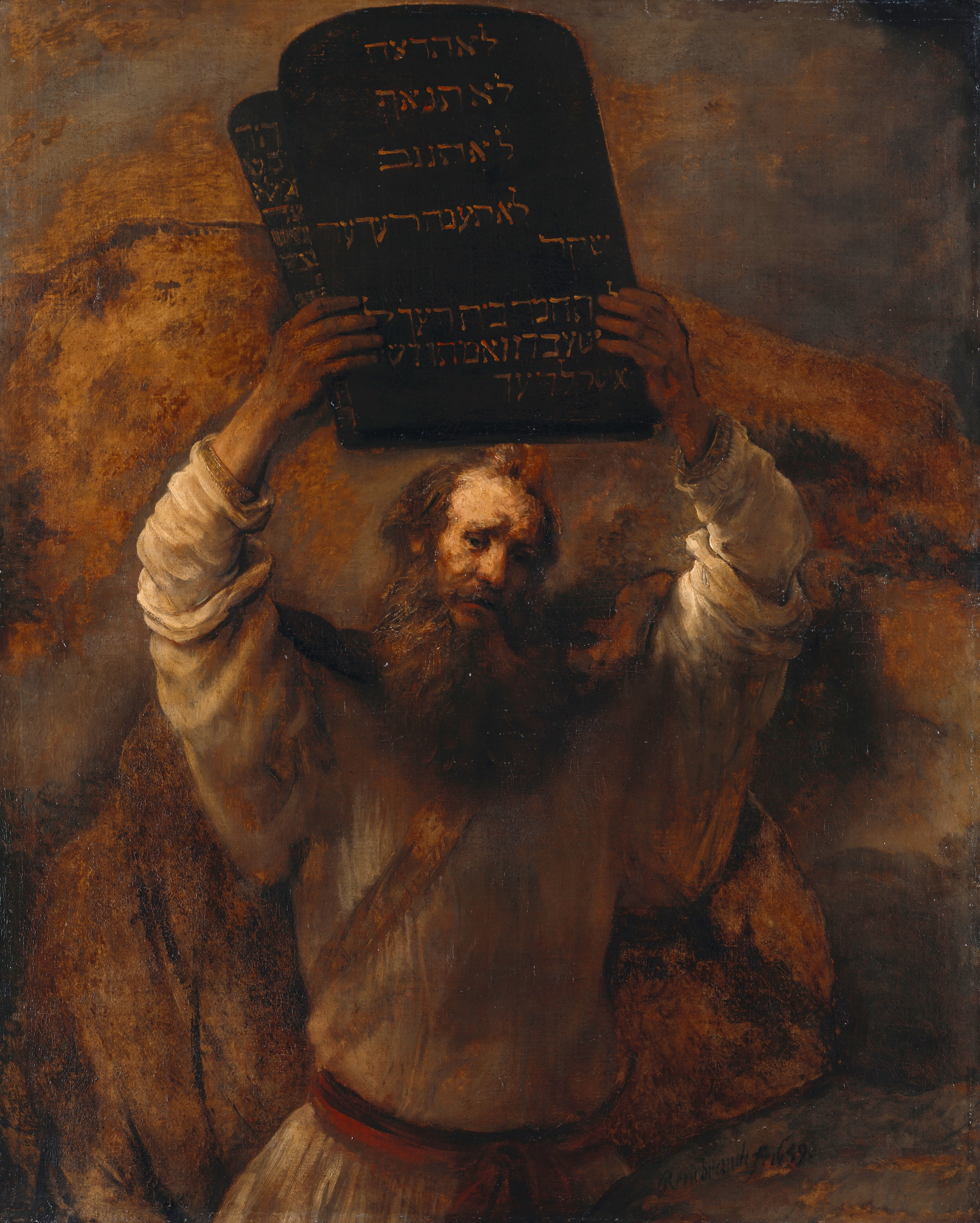
Mosè con le tavole della Legge (1659) dipinto di Rembrandt

Dopo trascorsi i quaranta giorni, Mosè e Giosuè scesero dal monte con le tavole di pietra: "Come fu vicino all'accampamento, vide il vitello e le danze; allora l'ira di Mosè si accese ed egli gettò dalle mani le tavole e le spezzò ai piedi del monte." Dopo gli eventi contenuti nei capitoli 32 e 33, il Signore disse a Mosè, "Taglia due tavole di pietra come le prime. Io scriverò su queste tavole le parole che erano sulle tavole di prima, che hai spezzate." "Il Signore scrisse su quelle tavole la stessa iscrizione di prima, cioè i dieci comandamenti che il Signore aveva promulgati per voi sul monte, in mezzo al fuoco, il giorno dell'assemblea. Il Signore me li consegnò." Queste tavole vennero quindi poste nell'Arca dell'Alleanza.

### Narrazione nel Corano
La vicenda viene accennata anche nel Corano, precisamente nella Sura Al-A'raf, ai versetti 144-145 (Dio scrive le tavole e poi le dà a Mosè) e 148-154 (Mosè, sceso dal monte, trova il vitello d'oro e si adira contro il suo popolo, scagliando le tavole a terra, salvo poi riprenderle intatte dopo il rappacificamento).

## Il testo originale
È la traduzione greca dei "Settanta" che riporta l'espressione dèka lògoi (“dieci parole”), da cui deriva il termine "Decalogo". In realtà le ingiunzioni sono più di dieci: il testo è presente in due libri della Bibbia (nell'Esodo 20,2-17 e nel Deuteronomio 5,6-21), le due versioni sono in parte diverse e ciò ha portato a differenze nella scansione dei dieci precetti. 
Si noti che il testo biblico non riporta la numerazione dei comandamenti, e l'originale ebraico non conosce punteggiatura né è diviso in capoversi. Qui si è inserita la punteggiatura, ma non appartiene al testo biblico originario; inoltre la suddivisione in versetti non è nel testo originale, ma è stata formulata nel secondo millennio cristiano per facilitare il lavoro di individuare le citazioni bibliche; essa è quindi puramente redazionale. 
In merito all'evoluzione redazionale del testo, il decalogo è conservato sotto due forme differenti. All'inizio comprendeva probabilmente formule assai brevi; ma esse hanno ricevuto sviluppi vari, donde le divergenze dei due testi.
Sebbene l'originale ebraico sia alla base dei Comandamenti per le tre grandi religioni monoteiste, ognuna di esse li ha diversamente interpretati, con differenze anche all'interno di ciascuna religione. 

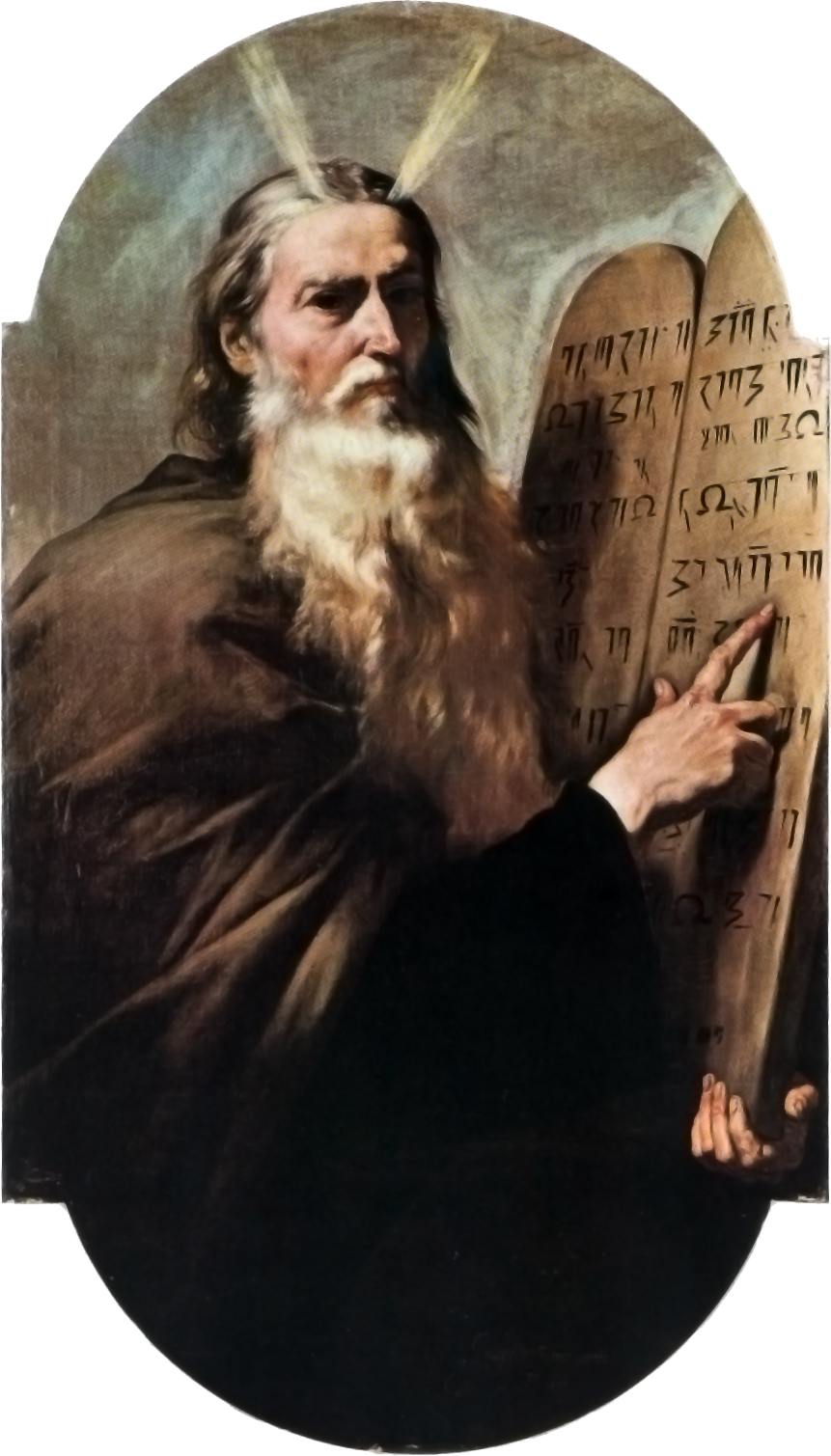
José de Ribera, I Dieci comandamenti

### Versione diffusa nel mondo cattolico
In ambito cattolico ne esistono diverse versioni, tra le quali una ridotta, il cui scopo è quello di facilitare la memorizzazione per il destinatario della catechesi. La più diffusa è la cosiddetta "formula catechistica".
| Comandamento | Esodo 20 | Deuteronomio 5 | Formula catechistica                |
| I            | [2] Io sono il Signore, tuo Dio, che ti fece uscire dalla terra d'Egitto, dalla casa degli schiavi. [3] Non avrai altro dio all'infuori di me. [4] Non ti farai idolo né immagine alcuna di ciò che è lassù nel cielo né di ciò che è quaggiù sulla terra, né di ciò che è nelle acque sotto la terra. [5] Non ti prostrerai davanti a loro e non li servirai. Perché io, il Signore, sono il tuo Dio, un Dio geloso, che punisce la colpa dei padri nei figli fino alla terza e alla quarta generazione, per coloro che mi odiano, [6] ma che dimostra il suo favore fino a mille generazioni, per quelli che mi amano e osservano i miei comandamenti. | [6] Io sono il Signore, tuo Dio, che ti ho fatto uscire dal paese di Egitto, dalla condizione servile. [7] Non avere altri dèi di fronte a me. [8] Non ti farai idolo né immagine alcuna di ciò che è lassù in cielo, né di ciò che è quaggiù sulla terra, né di ciò che è nelle acque sotto la terra. [9] Non ti prostrerai davanti a quelle cose e non le servirai. Perché io il Signore tuo Dio sono un Dio geloso, che punisce la colpa dei padri nei figli fino alla terza e alla quarta generazione per quanti mi odiano, [10] ma usa misericordia fino a mille generazioni verso coloro che mi amano e osservano i miei comandamenti.                                                       | Non avrai altro Dio fuori di me.    |
| II           | [7] Non pronuncerai invano il nome del Signore, tuo Dio, perché il Signore non lascerà impunito chi pronuncia il suo nome invano. | [11] Non pronunciare invano il nome del Signore tuo Dio perché il Signore non ritiene innocente chi pronuncia il suo nome invano. | Non nominare il nome di Dio invano. |
| III          | [8] Ricordati del giorno di sabato per santificarlo: [9] sei giorni faticherai e farai ogni tuo lavoro; [10] ma il settimo giorno è il sabato in onore del Signore, tuo Dio: tu non farai alcun lavoro, né tu, né tuo figlio, né tua figlia, né il tuo schiavo, né la tua schiava, né il tuo bestiame, né il forestiero che dimora presso di te. [11] Perché in sei giorni il Signore ha fatto il cielo e la terra e il mare e quanto è in essi, ma si è riposato il giorno settimo. Perciò il Signore ha benedetto il giorno di sabato e lo ha dichiarato sacro.                                                                                        | [12] Osserva il giorno di sabato per santificarlo, come il Signore Dio tuo ti ha comandato. [13] Sei giorni faticherai e farai ogni lavoro, [14] ma il settimo giorno è il sabato per il Signore tuo Dio: non fare lavoro alcuno né tu, né tuo figlio, né tua figlia, né il tuo schiavo, né la tua schiava, né il tuo bue, né il tuo asino, né alcuna delle tue bestie, né il forestiero, che sta entro le tue porte, perché il tuo schiavo e la tua schiava si riposino come te. [15] Ricordati che sei stato schiavo nel paese d'Egitto e che il Signore tuo Dio ti ha fatto uscire di là con mano potente e braccio teso; perciò il Signore tuo Dio ti ordina di osservare il giorno di sabato. | Ricordati di santificare le feste.  |
| IV           | [12] Onora tuo padre e tua madre, perché si prolunghino i tuoi giorni nel paese che ti dà il Signore, tuo Dio. | [16] Onora tuo padre e tua madre, come il Signore Dio tuo ti ha comandato, perché la tua vita sia lunga e tu sia felice nel paese che il Signore tuo Dio ti dà. | Onora tuo padre e tua madre.        |
| V            | [13] Non uccidere. | [17] Non uccidere. | Non uccidere.                       |
| VI           | [14] Non commettere adulterio. | [18] Non commettere adulterio. | Non commettere atti impuri.         |
| VII          | [15] Non rubare. | [19] Non rubare. | Non rubare.                         |
| VIII         | [16] Non pronunciare falsa testimonianza contro il tuo prossimo. | [20] Non pronunciare falsa testimonianza contro il tuo prossimo. | Non dire falsa testimonianza.       |
| IX           | [17] Non desiderare la moglie del tuo prossimo, [...] | [21] Non desiderare la moglie del tuo prossimo. | Non desiderare la donna d'altri.    |
| X            | [17] Non desiderare la casa del tuo prossimo. [...] né il suo schiavo, né la sua schiava, né il suo bue, né il suo asino, né alcuna cosa che appartenga al tuo prossimo. | [21] Non desiderare la casa del tuo prossimo, né il suo campo, né il suo schiavo, né la sua schiava, né il suo bue, né il suo asino, né alcuna delle cose che sono del tuo prossimo. | Non desiderare la roba d'altri.     |

## Suddivisione secondo le confessioni religiose
C'è una differenza tra le varie tradizioni religiose riguardo alla suddivisione dei comandamenti: tale differenza sta nella suddivisione tra primo e secondo e tra nono e decimo comandamento.
Sia per l'ebraismo che per la chiesa ortodossa, per le chiese evangeliche, escluse quelle luterane, il divieto di fare immagini di Dio e di prostrarsi di fronte ad esse o adorarle è separato dal primo comandamento costituendone il secondo. Mentre il decimo comandamento di non desiderare la donna del prossimo fa un tutt'uno con il divieto di non desiderarne le cose o gli animali.
La Chiesa latina e, successivamente, il luteranesimo, seguendo la tradizione agostiniana e il testo del Deuteronomio invece che dell'Esodo, considerano la prescrizione contro le immagini come parte del primo comandamento, mentre scindono il divieto di desiderare la moglie altrui per valorizzare la donna rispetto alle altre "proprietà" del prossimo. Inoltre, come nella versione ebraica, pure in quella protestante il primo comandamento comprende anche la premessa dei comandamenti cattolici, su Dio quale liberatore del popolo ebreo dalla cattività egizia.
Quindi la suddivisione risulta in parte diversa sia tra le due Chiese ortodosse sia tra quelle riformate.
Secondo gli esegeti dell'interconfessionale Bibbia TOB, tra i modi di suddividere il decalogo, il conteggio dei versetti: "3; 4-6; 7; 8-11; 12; 13; 14; 15; 16; 17" è "quello probabilmente più fedele all'originale, in uso presso gli ortodossi e i riformati".
| Suddivisione secondo la tradizione ebraica originale tradotta in Italiano (seguendo il testo dell'Esodo) | Suddivisione secondo la tradizione cattolica (seguendo il testo del Deuteronomio) |
| 1. (2)«Io sono il Signore Iddio tuo che ti feci uscire dalla terra d'Egitto, dalla casa degli schiavi(5) Non avrai altri dèi al mio cospetto(3). 2. (4) Non ti farai alcuna scultura (6) né immagine qualsiasi di tutto quanto esiste in cielo al di sopra o in terra al di sotto o nelle acque al di sotto della terra. (5) Non ti prostrare loro e non adorarli poiché Io, il Signore tuo Dio, sono un Dio geloso(7) che punisce il peccato dei padri sui figli fino alla terza e alla quarta generazione(8) per coloro che Mi odiano. (6) E che uso bontà fino alla millesima generazione per coloro che Mi amano e che osservano i Miei precetti. 3. (7) Non pronunziare il nome del Signore Dio tuo invano(9). Poiché il Signore non lascerà impunito chi avrà pronunciato il Suo nome invano. 4. (8) Ricordati del giorno del Sabato(1) per santificarlo. (9) Durante sei giorni lavorerai e farai ogni tua opera. (10) Ma il settimo giorno sarà giornata di cessazione del lavoro dedicata al Signore tuo Dio; non farai alcun lavoro né tu né tuo figlio né tua figlia né il tuo schiavo né la tua schiava né il tuo bestiame né il forestiero che si trova nelle tue città. (11) Poiché in sei giorni il Signore creò il cielo e la terra, il mare e tutto quanto essi contengono, riposò nel giorno settimo; per questo il Signore ha benedetto il giorno del Sabato e lo ha santificato. 5. (12) Onora tuo padre e tua madre, affinché si prolunghino i tuoi giorni sulla terra che il Signore Dio tuo ti dà(2). 6. (13) Non uccidere. 7. (14) Non commettere adulterio. 8. (15) Non rubare. 9. (16) Non fare falsa testimonianza contro il tuo prossimo. 10. (17) Non desiderare la casa del tuo prossimo; non desiderare la moglie di lui, né il suo schiavo e la sua schiava, né il suo bue né il suo asino né alcuna cosa che appartenga al tuo prossimo(3)». | 1. Io sono il Signore, tuo Dio... Non avere altri dèi di fronte a me. Non ti farai idolo né immagine... Non ti prostrerai davanti a quelle cose... 2. Non pronunciare invano il nome del Signore tuo Dio... 3. Osserva il giorno di sabato per santificarlo... (poi trasformato in "ricordati di santificare le feste"). 4. Onora tuo padre e tua madre... 5. Non uccidere. 6. Non commettere adulterio (poi trasformato in "non commettere atti impuri"). 7. Non rubare. 8. Non pronunciare falsa testimonianza contro il tuo prossimo. 9. Non desiderare la moglie del tuo prossimo. 10. Non desiderare la casa del tuo prossimo... né alcuna delle cose che sono del tuo prossimo. |

## Interpretazioni religiose

### Interpretazioni dei dieci comandamenti nell'esegesi ebraica
I comandamenti si iscrivono nella teologia dell'alleanza che Dio fa con il popolo d'Israele secondo la quale nelle due Tavole della legge scritte da Dio e presentate a Mosè essi sono scritti cinque in una, quella che concerne il rapporto che l'Ebreo ha con Dio, e cinque nella seconda, dove sono iscritti quelli riguardanti il rapporto tra l'uomo ed il suo prossimo; l'esegesi ebraica afferma che i primi cinque corrispondono agli altri cinque spiegandone le analogie; ad esempio il quinto viene a costituire la fede in Dio poiché i genitori sono da Lui assistiti per la discendenza: secondo la Qabbalah essi sono anche ispirati per la scelta dei nomi dei figli. I primi due comandamenti furono ascoltati dal popolo ebraico direttamente dalla "bocca" di Dio mentre gli altri vennero poi trasmessi da Mosè: infatti mentre nei primi due il comando è indirizzato utilizzando la seconda persona nei successivi invece ci si riferisce a Dio utilizzando la terza persona proprio ad indicare la trasmissione degli stessi tramite Mosè.
Trasmessa a Mosè, la Torah riporta due versioni dei Dieci comandamenti ricevuti dal capo dei profeti ed impartiti a tutto il popolo d'Israele.
I Dieci Comandamenti sono la sintesi e l'essenza di tutti i 613 precetti: il numero delle lettere ebraiche dei Dieci Comandamenti è infatti 620, numero che include i 613 precetti della Torah ed i Sette precetti Noachici. Sia le seconde tavole che le prime, queste ultime rotte da Mosè, sono contenute nell'Arca dell'alleanza.
- Le prime due Tavole rotte da Mosè, fatto poi approvato da Dio, vennero date nel giorno celebrato dal popolo ebraico con la festività ebraica di Shavuot; le seconde Tavole, ricevute nuovamente sempre da Mosè per tutti gli Ebrei di sempre, vennero invece donate durante Yom Kippur, giorno di Teshuvah, espiazione e perdono dei peccati.
- Le seconde tavole riportano 17 parole in più delle prime tavole ed in Ghimatriah 17 è il valore di tov, bene: טוב.
- Chaim Luzzatto ricorda che la parola ebraica che traduce quella italiana incise, חרות, Charut, può essere letta come Cherut, libertà, insegnando infatti che col dono della Torah, da cui il versetto 32.16[26]: la scrittura di Dio fu incisa sulle tavolette, gli Ebrei furono liberi dall'angelo della morte e liberi dalla servitù alle Nazioni (Talmud, Eruvin 54b; Zohar II 46a, 114a).
- Secondo Rashi il versetto prima della proclamazione dei Dieci Comandamenti Dio parlò tutte queste parole dicendo sottolinea come Dio disse tutti i Dieci Comandamenti in una sola espressione unitaria e solo in seguito, sempre nella stessa occasione, vennero rivelati uno ad uno.
- La suddivisione dei Dieci Comandamenti nelle Due Tavole è dovuta alla simbologia corrispondente del Cielo e della Terra, dello sposo e della sposa e della Torah scritta rispetto alla Torah Orale.
- I Dieci Comandamenti erano incisi sulle Tavole da una parte all'altra cosicché si potessero leggere sia davanti sia sul retro: miracolosamente si leggevano allo stesso modo su entrambi i lati. A proposito di ciò si manifestò un altro miracolo: alcune lettere dell'alfabeto ebraico presentano un vuoto al loro interno ma la pietra all'interno delimitata dall'incisione in tutto il proprio perimetro restava sospesa miracolosamente.
- Le tavole vennero incise dalla luminescenza della parola divina.
- La pietra delle Tavole della Legge era così preziosa che se Mosè l'avesse utilizzata per denaro sarebbe divenuto l'uomo più ricco: ma è preferibile fare qualcosa in nome del Cielo con un fine religioso anziché usufruire della stessa cosa, destinata ad avere un uso ed un significato sacri, per un uso profano o materiale; secondo alcuni commentatori la pietra era infatti di zaffiro. Le prime tavole vennero forgiate da Dio mentre Mosè intagliò le seconde.
- Le Tavole della Legge su cui vennero scritti i Dieci Comandamenti e la stessa scrittura sono alcune delle cose create da Dio al crepuscolo prima dello Shabbat dei primi giorni della Creazione.
- I Dieci Comandamenti (ebr עשרת הדיברות) corrispondono alle Dieci Espressioni con cui venne fatta la Creazione, sia luce..., ci sia un firmamento..., ecc. I maestri insegnano infatti che anche la Creazione sorse all'esistenza tramite la Parola di Dio.
- Importante l'affermazione rabbinica secondo la quale tutti gli Ebrei assistettero all'evento terribile del monte Sinai, anche le anime degli Ebrei che dovevano ancora nascere.
- Alla proclamazione di ogni comandamento l'anima degli Ebrei viventi presenti ai piedi del monte Sinai li abbandonava per la grandezza della rivelazione di Dio e della Torah, in seguito essa tornava rianimandoli: ciò successe appunto per ogni Comandamento.
- Nel Talmud si pone la domanda di come sia possibile che Dio abbia potuto incidere la scrittura sulla Tavole della Legge e si risponde con un racconto che afferma come Rabbi Akiva, all'inizio del suo avvicinamento alla Sapienza della Torah avvenuto all'età di quarant'anni, si disse che se l'acqua, se versata poco a poco, può sciogliere la pietra e formarvi una cavità, così lo studio della Torah avrebbe potuto ritemprare e cambiare completamente nel bene e nella santità il suo cuore fatto di carne e sangue.

Desroches Noblecourt - egittologa e archeologa francese scomparsa nel 2011 - ha dichiarato che esiste una stretta connessione tra i dieci comandamenti e il tempo delle piramidi. Il terzo e gli ultimi cinque (il primo, il secondo e il quarto sono i comandamenti ebraici monoteisti) si trovano infatti nella confessione negativa dei Testi delle Piramidi, risalente a mille anni prima di Mosè.

### Interpretazioni dei dieci comandamenti nel cristianesimo

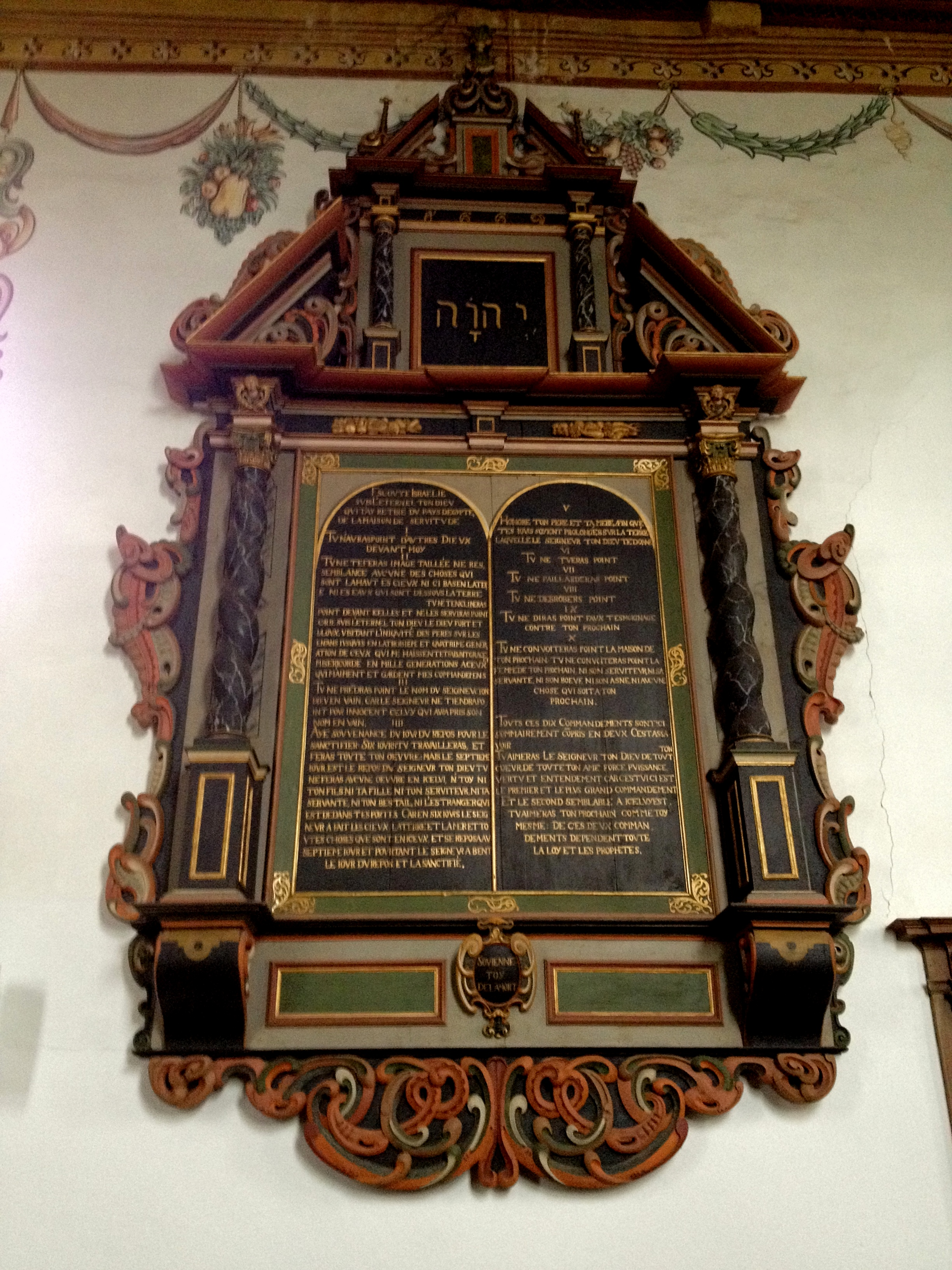
Il decalogo nella chiesa calvinista di Ligerz.

Diversamente dall'intera legge mosaica (613 precetti o “mitzvòt”), che non è osservata in ambito cristiano, i 10 comandamenti son stati ritenuti fondamentali anche nel Cristianesimo, e perché dati direttamente da Dio e per il loro valore morale, benché spesso interpretati in modo diverso, cioè non alla lettera dell'epoca ma alla luce dell'aggiornamento evangelico.
Ad esempio non è tradotta tanto la proibizione delle immagini quanto degli idoli. Ragion per cui il 2° vien unito al 1°comandamento. Su questo nel VII secolo sorsero dibattiti nella Chiesa orientale (con l'affermarsi nel vicino Oriente dell'islamismo) e la controversia iconoclasta: cioè se fosse lecito costruire o tenere immagini dei santi nelle chiese e soprattutto la loro venerazione. La disputa venne risolta affermativamente dalla Chiesa nell'VIII secolo (con diverse sfumature fra Oriente e Occidente), ma risorse poi nel XVI secolo in quella occidentale con la Riforma protestante per la diversa lettura (letterale e senza aggiornamenti) del 2° comandamento.
Inoltre come 7º giorno e quindi festivo non è indicato il sabato ma la domenica, salvo per alcune congregazioni riformate (sabatiste).
Anche il 9° comandamento, se distaccato dal 10° per i motivi suesposti, assume diverso significato dal vecchio contesto.
In ogni caso, per la dottrina ortodossa/cattolica, i 10 comandamenti restano vincolanti semper et pro semper, sempre e in ogni occasione. Pertanto la persona che, con piena avvertenza e deliberato consenso, violi uno di questi comandamenti, commette peccato mortale.
Nei Vangeli i dieci comandamenti, peraltro citati da Cristo (Mc 10,19), vengono riassunti in solo due: l'amore totale verso Dio e l'amore del prossimo come sé stessi, oltreché rielaborati nelle beatitudini evangeliche.

### NelCorano
L'Islam non ha il testo dei comandamenti della Bibbia ebraica, ma nella sura Al-An'am i versetti 151-154 hanno una relazione con essi (viene nominato anche Mosè).
In altri passi del Corano è possibile trovare ulteriori affinità con alcune ingiunzioni del Decalogo mosaico, in particolare circa il comandamento su immagini o idoli, sul quale pure influenzò l'impero bizantino (lotta iconoclasta).

### Riferimenti
1. ↑  Menzionati con il termine "Comandamenti" in  Es 24,12, su laparola.net.
2. ↑  Menzionate in  Es 34,28, su laparola.net.: "Mosè rimase con il Signore quaranta giorni e 40 notti, senza mangiar pane e senza bere acqua. Il Signore scrisse sulle tavole le parole dell'Alleanza, le dieci parole."
3. ↑  (IT) I 10 Comandamenti - le dieci parole a roma, su La Parte Migliore.
4. ↑  (IT) Dieci Comandamenti o "Dieci Parole": per ravvivare la propria vita, su Tu Sei Prezioso.
5. ↑  (IT) Le Dieci Parole, su Biblistica.
6. ↑  (IT) 10 Parole, su Sogni Francescani.
7. ↑   Es31,18; 32,16, su laparola.net..
8. ↑  Deut 4:13, 5:22
9. ↑  Somer, Benjamin D. Revelation and Authority: Sinai in Jewish Scripture and Tradition (The Anchor Yale Bible Reference Library). pp = 40.
10. ↑  Esodo 20-23
11. ↑  Esodo 24:1,9
12. ↑  Esodo 24:1–11
13. ↑  Esodo 24:16-18
14. ↑  Deut 9:10
15. ↑  Esodo 32:1–5
16. ↑  Esodo 32:6-9
17. ↑  Esodo 32:19
18. ↑  Esodo 34:1
19. ↑  Deut 10:4
20. ↑  Deut 4:10-13, Deut. 5:22, Deut. 9:17, Deut. 10:1-5
21. ↑   Es 20,2-17, su La Parola - La Sacra Bibbia in italiano in Internet.
22. ↑   Dt 5,6-21, su La Parola - La Sacra Bibbia in italiano in Internet.
23. ↑   Compendio - Catechismo della Chiesa Cattolica, su www.vatican.va. URL consultato il 12 febbraio 2025.
24. ↑   Es 20, su La Parola - La Sacra Bibbia in italiano in Internet.
25. ↑   Dt 5, su La Parola - La Sacra Bibbia in italiano in Internet.
26. ↑   Es 32.16, su La Parola - La Sacra Bibbia in italiano in Internet.
27. ↑   Durin-Valois Marc, « Desroches Noblecourt "On ne joue pas avec un tel monument" (interview) », in Figaro magazine, 13 maggio 2005,  p. 54.
28. ↑  Catechismo della Chiesa cattolica
29. ↑   Hamza Roberto Piccardo, 006 – Surat Al-An‘âm (Il Bestiame), in Il sacro Corano. URL consultato il 13 aprile 2025.
«Nei verss. 151-152 sono chiaramente definiti i «comandamenti islamici»: unicità di Allah e purezza del culto, rispetto per i genitori, divieto di uccidere i bambini e obbligo ad avere fiducia in Allah, divieto della fornicazione e ogni perversione personale, divieto di uccidere, divieto della malversazione e del furto, divieto della falsa testimonianza.»